# Gregori Maksímov
Grigori Petróvich Maksímov (en caracteres cirílicos Григорий Петрович Максимов), seudónimo de Lapote, (10 de noviembre de 1893- 16 de marzo de 1950) fue un agrónomo y anarcosindicalista ruso, integrante de la Confederación Nabat, una organización del movimiento anarquista ucraniano.

## Vida
Nacido en Smolensk, estudió en la escuela de Teología del Seminario Vladímir, cursó en la escuela de agricultura de San Petersburgo, donde se recibió de agrónomo. Desde 1912 militó en el anarquismo con el seudónimo de Gr. Lápot ("Гр. Лапоть"). Opuesto a la Primera Guerra Mundial, en 1915 se enroló en el ejército para hacer allí propaganda revolucionaria entre los soldados.
Durante la Revolución de Octubre participó en el movimiento huelguístico y en los combates en Petrogrado. Fue elegido como diputado provincial de los soviets de fábricas de Petrogrado. En 1918 junto a otros cinco compañeros fue elegido como delegado al primer congreso sindicalista. Colaboró en la redacción el periódico Golos Trudá de Moscú, órgano anarcosindicalista de la Confederación Nabat. También lo hizo en el boletín Noticias de los Empleados Postales. Como miembro del secretariado de Nabat, fue luego uno de los redactores de Volny Golos Trudá.
Entre 1918 y 1921 fue encarcelado en al menos seis ocasiones por los bolcheviques. En 1919, después de haberse enrolado voluntariamente en el Ejército Rojo para combatir a los ejércitos blancos contrarrevolucionarios, fue encarcelado en Járkov por haberse negado a servir en la policía y a desarmar al pueblo. Junto a algunos otros anarquistas fue encarcelado en la prisión de Taganka el 8 de marzo de 1921 por la Cheka. Fue condenado a muerte por hacer propaganda anarcosindicalista. Luego de una huelga de hambre, logró junto a sus compañeros atraer la atención de visitantes al Congreso Internacional Sindicalista Rojo celebrado en Rusia, siendo liberado y expulsado del país junto a otros 10 anarquistas en diciembre de 1921.
Refugiado en Berlín, fundó en 1922 la sede de la Confederación Anarcosindicalista en el extranjero, ayudando a los anarquistas encarcelados en Rusia; publicó el periódico Rabochi Put (Camino Obrero), por lo que fue expulsado el 5 de febrero de 1922. Se trasladó a París con su compañera Olga, y allí participó en la redacción del periódico Dielo Trudá. Olga, quien había conocido en Járkov en 1917, había sido condenada por el zarismo a 8 años de trabajos forzados por difundir literatura subversiva, pero su pena fue luego conmutada por el exilio en la provincia de Kansk (Siberia) debido a su corta edad.
En 1925 la pareja emigró a los Estados Unidos, fijando Chicago como residencia; allí editaron el periódico Golos Trúzhenika. Maksímov escribió varias obras sobre su experiencia soviética y las teorías anarquistas. También colaboró con el periódico yiddish Freie Arbeiter Stimme, fue el redactor del periódico anarcosindicalista Dielo Trudá Probuzdenie y escribió el libro The Guillotine at Work: Twenty Years of Terror in Russia sobre la represión bolchevique a los anarquistas y sindicalistas durante la Revolución Rusa de 1917. Murió de un ataque cardíaco en New York el 16 de marzo de 1950, .